# Teddy Pendergrass
Theodore DeReese "Teddy" Pendergrass (Filadelfia, Pensilvania, 26 de marzo de 1950-Bryn Mawr, Pensilvania, 13 de enero de 2010) fue un cantante y compositor estadounidense de R&B y música soul.
Se hizo conocido gracias a su trabajo como cantante principal del grupo Harold Melvin & the Blue Notes en los años 1970, tras lo cual desarrolló una exitosa carrera en solitario hacia el final de esa década. En 1982 sufrió un grave accidente automovilístico en Filadelfia, como consecuencia del cual quedó paralizado de cintura abajo. Tras el accidente, el artista fundó la fundación Teddy Pendergrass Alliance, dedicada a ayudar a las personas con lesiones de columna vertebral.
Está estrechamente vinculado al género del soul conocido como Philadelphia soul, precursor de la música disco.
Murió a causa de una insuficiencia respiratoria.

## Discografía

### Álbumes de estudio
| Año                                               | Álbum                        | Listas | Listas | Listas | Certificaciones EE. UU. | Sello              |
| Año                                               | Álbum                        | US Pop | US R&B | UK Pop | Certificaciones EE. UU. | Sello              |
| ------------------------------------------------- | ---------------------------- | ------ | ------ | ------ | ----------------------- | ------------------ |
| 1977                                              | Teddy Pendergrass            | 17     | 6      | —      | Platinum                | Philadelphia Int'l |
| 1978                                              | Life Is a Song Worth Singing | 11     | 1      | —      | Platinum                | Philadelphia Int'l |
| 1979                                              | Teddy                        | 5      | 1      | —      | Platinum                | Philadelphia Int'l |
| 1980                                              | TP                           | 14     | 3      | —      | Platinum                | Philadelphia Int'l |
| 1981                                              | It's Time for Love           | 19     | 6      | —      | Gold                    | Philadelphia Int'l |
| 1982                                              | This One's for You           | 59     | 6      | —      | —                       | Philadelphia Int'l |
| 1983                                              | Heaven Only Knows            | 123    | 9      | —      | —                       | Philadelphia Int'l |
| 1984                                              | Love Language                | 38     | 4      | —      | Gold                    | Asylum             |
| 1985                                              | Workin' It Back              | 96     | 6      | —      | —                       | Asylum             |
| 1988                                              | Joy                          | 54     | 2      | 45     | Gold                    | Elektra            |
| 1991                                              | Truly Blessed                | 49     | 4      | —      | —                       | Elektra            |
| 1993                                              | A Little More Magic          | 92     | 13     | —      | —                       | Elektra            |
| 1997                                              | You and I                    | 137    | 24     | —      | —                       | Surefire           |
| "—" significa que el álbum no entró en las listas |                              |        |        |        |                         |                    |

### Otros álbumes
| Año                                               | Álbum                                 | Listas | Listas | Certificacines EE. UU. | Sello              |
| Año                                               | Álbum                                 | US Pop | US R&B | Certificacines EE. UU. | Sello              |
| ------------------------------------------------- | ------------------------------------- | ------ | ------ | ---------------------- | ------------------ |
| 1979                                              | Live! Coast to Coast                  | 33     | 5      | Gold                   | Philadelphia Int'l |
| 1998                                              | This Christmas (I'd Rather Have Love) | —      | 83     | —                      | Surefire/Wind-Up   |
| 2002                                              | From Teddy, With Love (live)          | —      | 63     | —                      | Razor & Tie        |
| "—" significa que el álbum no entró en las listas |                                       |        |        |                        |                    |

### Recopilatorios
| Año                                               | Álbum                                                       | Listas | Listas | Listas | Certificaciones EE. UU. | Sello              |
| Año                                               | Álbum                                                       | US Pop | US R&B | UK Pop | Certificaciones EE. UU. | Sello              |
| ------------------------------------------------- | ----------------------------------------------------------- | ------ | ------ | ------ | ----------------------- | ------------------ |
| 1985                                              | Greatest Hits                                               | —      | 68     | —      | —                       | Philadelphia Int'l |
| 1998                                              | The Best of Teddy Pendergrass                               | —      | 65     | —      | —                       | The Right Stuff    |
| 2001                                              | Greatest Slow Jams                                          | —      | 98     | —      | —                       | The Right Stuff    |
| 2004                                              | Love Songs Collection                                       | —      | 70     | —      | —                       | Philadelphia Int'l |
| 2004                                              | Satisfaction Guaranteed: The Very Best of Teddy Pendergrass | —      | —      | 26     | —                       | WSM                |
| 2008                                              | Essential Teddy Pendergrass                                 | —      | 55     | —      | —                       | Philadelphia Int'l |
| "—" significa que el álbum no entró en las listas |                                                             |        |        |        |                         |                    |

## Sencillos
| Año                                                  | Sencillo                                    | Listas | Listas | Listas |
| Año                                                  | Sencillo                                    | US Pop | US R&B | UK Pop |
| ---------------------------------------------------- | ------------------------------------------- | ------ | ------ | ------ |
| 1977                                                 | "I Don't Love You Anymore"                  | 41     | 5      | —      |
| 1977                                                 | "The Whole Town's Laughing at Me"           | 102    | 16     | 44     |
| 1978                                                 | "Close the Door"                            | 25     | 1      | 41     |
| 1978                                                 | "Only You"                                  | 106    | 22     | 41     |
| 1979                                                 | "Turn Off the Lights"                       | 48     | 2      | —      |
| 1979                                                 | "Come Go with Me"                           | —      | 14     | —      |
| 1979                                                 | "Shout and Scream"                          | —      | 21     | —      |
| 1980                                                 | "It's You I Love"                           | —      | 44     | —      |
| 1980                                                 | "Can't We Try"                              | 52     | 3      | —      |
| 1980                                                 | "Love T.K.O."                               | 44     | 2      | —      |
| 1981                                                 | "Two Hearts" (con Stephanie Mills)          | 40     | 3      | 49     |
| 1981                                                 | "I Can't Live Without Your Love"            | 103    | 10     | —      |
| 1981                                                 | "You're My Latest, My Greatest Inspiration" | 43     | 4      | —      |
| 1982                                                 | "The Gift of Life" (cara A)                 | —      | 31     | —      |
| 1982                                                 | "Nine Times Out of Ten" (cara B)            | —      | 31     | —      |
| 1982                                                 | "I Can't Win for Losing"                    | —      | 32     | —      |
| 1984                                                 | "I Want My Baby Back"                       | —      | 61     | —      |
| 1984                                                 | "Hold Me" (con Whitney Houston)             | 46     | 5      | 44     |
| 1984                                                 | "You're My Choice Tonight (Choose Me)"      | —      | 15     | —      |
| 1985                                                 | "Somewhere I Belong"                        | —      | 76     | —      |
| 1985                                                 | "Never Felt Like Dancin'"                   | —      | 21     | —      |
| 1986                                                 | "Love 4/2"                                  | —      | 6      | —      |
| 1986                                                 | "Let Me Be Closer"                          | —      | 67     | —      |
| 1988                                                 | "Joy"                                       | 77     | 1      | 58     |
| 1988                                                 | "2 A.M."                                    | —      | 3      | —      |
| 1988                                                 | "Love Is the Power"                         | —      | 57     | —      |
| 1990                                                 | "Glad to Be Alive" (con Lisa Fischer)       | —      | 31     | —      |
| 1990                                                 | "Make It with You"                          | —      | 23     | —      |
| 1991                                                 | "It Should've Been You"                     | —      | 1      | —      |
| 1991                                                 | "I Find Everything in You"                  | —      | 31     | —      |
| 1993                                                 | "Voodoo"                                    | —      | 25     | —      |
| 1994                                                 | "Believe in Love"                           | 105    | 14     | —      |
| 1994                                                 | "I'm Always Thinking About You"             | —      | 90     | —      |
| 1994                                                 | "The More I Get, The More I Want" (con KWS) | —      | —      | 35     |
| 1997                                                 | "Don't Keep Wastin' My Time"                | 90     | 39     | —      |
| 1997                                                 | "Give It to Me"                             | 105    | 57     | —      |
| "—" significa que el sencillo no entró en las listas |                                             |        |        |        |